# Joachim-Friedrich Huth
Joachim-Friedrich Huth (Kuhfelde, 1896. július 31. – Koblenz, 1962. március 27.) német katona. Harcolt az első és a második világháborúban is, számos kitüntetést elnyert. Az I. világháborúban amputálni kellett egyik lábát, a II. világháborúban brit hadifogságba esett.